# 오쿨루스

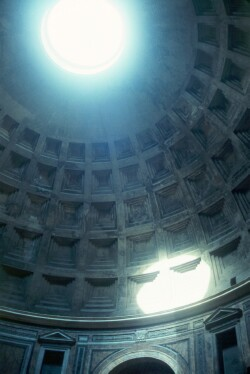
판테온의 오쿨루스

오쿨루스(oculus)는 원래는 라틴어로 눈을 의미하고, 로마 판테온의 돔 정상부에 있는 원형 개구부의 이름으로 사용되며, 비슷한 모양의 둥근 창 통로를 가리키는 데도 사용된다.